# 日本における自動車
日本における自動車（にほんにおけるじどうしゃ）では、日本における自動車について解説する。

## 定義

### 法令上の定義
道路交通法と道路運送車両法とでは、「自動車」と「原動機付自転車」の定義が以下のように異なっている。道路運送法と道路法においては道路運送車両法と同様の定義が用いられる。
道路交通法
- 自動車：原動機を用い、かつ、レール又は架線によらないで運転する車であって、原動機付自転車、軽車両、移動用小型車、身体障害者用の車および遠隔操作型小型車ならびに歩行補助車、乳母車その他の歩きながら用いる小型の車であって政令で定めるもの（以下「歩行補助車等」という）以外のもの（同法第2条第1項第9号）。

よって自動二輪車も「自動車」に含まれるが、路面電車・トロリーバスはレール又は架線を用いるので該当しない。
- 原動機付自転車：原動機付自転車 内閣府令で定める大きさ以下の総排気量又は定格出力を有する原動機を用い、かつ、レール又は架線によらないで運転する車であつて、軽車両、移動用小型車、身体障害者用の車および遠隔操作型小型車および歩行補助車等以外のもの。（詳細は原動機付自転車#道路交通法を参照）

道路運送車両法
- 自動車：原動機により陸上を移動させることを目的として製作した用具で軌条若しくは架線を用いないもの又はこれにより牽引して陸上を移動させることを目的として製作した用具であつて、次項に規定する原動機付自転車以外のもの（同法第2条第2項）。

自動二輪車は「二輪の軽自動車、あるいは、二輪の小型自動車」である。
- 原動機付自転車：国土交通省令で定める総排気量又は定格出力を有する原動機により陸上を移動させることを目的として製作した用具で軌条若しくは架線を用いないもの又はこれにより牽引して陸上を移動させることを目的として製作した用具。（詳細は原動機付自転車#道路運送車両法を参照）

ミニカーは道路運送車両法上は原動機付自転車であるが、道路交通法上は自動車となる。

### JISによる規定
JISではJIS D0101自動車の種類に関する用語（制定年月日1964/03/01、最新改正年月日1993/02/01）において自動車について定義している。原動機、かじ取り装置などを備えたもので、それに乗車して地上を走行（走向）できる車両と定義され、架線に接続された車両（トロリーバスなど）を含み、地上でもレール（軌条）の上を走行（走向）するものを含まないとされている。また、自動車は使用場所により、路上走行[自動]車(road vehicle)と路上外走行[自動]車(off road vehicle)にわけられ、路上走行[自動]車に属するものとしてモータビークル、トレーラ、連結車両、モペット、モータサイクルが明示されている（詳細はJIS検索 D0101を参照）。
JISの上記定義は、JIS文書内で使用する用語の規定であり、法令として定めているものではない。しかしながら、原案は社団法人自動車技術会が作成しているため、特に技術面での自動車業界が踏襲してきた区分をまとめたものとなっている。そのため、業界でも自動車工業会の文書等、公的文書に近いものではこれに一定範囲にならっているものである。
注：上記[]で囲まれた文字は通常省略されるもの。たとえば、路上走行[自動]車とは「路上走行車と表現される場合もあれば路上走行自動車と表現される場合もあるが路上走行車と表現されることのほうが多い」という意味でJISで使用されている。

## 歴史
日本では1898年1月に、フランスからの車が築地-上野の間で試運転されたのが最初とされる。この頃は輸入に多額の費用が掛かるため、成金と呼ばれた富裕層や、一部の高い身分の人物しか所有できなかったものであり、身分の象徴となっていた。この頃は道路の整備も進んでおらず、自動車の輸入は道路整備のきっかけとなった。
1912年の自動車登録台数は521台、自動車運転手は高級職業と見なされ青年が憧れた。
当初はアメリカからの輸入がほとんどで、特にフォード・モーターは1925年または1926年神奈川県横浜市に組立工場を建設しトラックを主力として生産を開始、これに遅れて1927年にゼネラルモーターズが大阪府大阪市に工場を建設しシボレーブランドを中心に拡販に注力したが、フォード5,000台に対しシボレー500台程度の比率であったという。
1921年の自動車登録台数は9648台。日本の自動車保有台数はその後1000台/年程のペースで微増を続け1923年（大正12年）に12,765台だったが、9月1日の関東大震災によって公共交通機関が破壊され自動車の交通機関としての価値が認識されたことにより激増、1924年（大正13年）には24,333台、1926年（大正15年）には40,070台となっていた。1929年の世界恐慌など逆風が続く中、その後も漸増した。

### 国産化と大衆化
1935年に国防の観点から自動車製造事業法が制定されて国産トラックの生産を始めるよう方針が定められ、1936年（昭和11年）から本格的に国産自動車の生産が始まった。フォード・モーターやゼネラルモーターズの工場は業務が不可能となり、撤退を余儀なくされた。
1937年には普通乗用車保有台数が5万台を突破した（戦前の最高記録）。
第二次世界大戦後の連合国軍占領下で、アメリカ軍関係者が大量に自動車を持ち込んだ。これを見て日本人は自動車に憧れを持ち、乗用車の潜在的需要が増加した。日本のメーカーも連合国軍最高司令官総司令部から許可を得て自動車の生産を再開、その後は大量生産によりコスト低下、コスト低下によりさらに販売増加、という循環ができ、日本の自動車産業は急速に発展するとともに大衆化が進んだ。1965年末の段階での日本の自動車保有台数は8,123,096台に上った。
日本国内は舗装道路が少なく、道路環境はかなり悪かった。高度経済成長に伴って道路整備が進められ、1964年の東京オリンピックでは首都高速道路が建設され、続く1968年には東名高速道路が開通した。

### 交通死亡事故
日本は、歩行者が死亡する交通事故の比率が各国と比べて多いということもあり、歩行者優先意識の啓発と自動車抑制及び歩行者自転車保護のインフラストラクチャー整備が必要とされている。飲酒運転、速度超過、事故を誘発する違法駐車、横断歩行者の妨害等などの交通違反が蔓延している現状がある。また、自転車などの軽車両は法的には車道を走行するのが正しい物だという知識・意識の欠如も目立つ。また、交通事故は時に自動車運転手自身も含めた死者を出し、交通が妨げられることによって経済にも大きな影響を及ぼすこともある。自動車が走行するための条件は20世紀の早いうちにある程度整備されるようになってきたが、質量の大きい自動車という乗り物が歩行者のすぐ傍を通り、時には衝突し、大勢の人々を死傷するということから交通事故が未だ大きな問題となっている。多数の死傷者が出る事故が発生するたびに、主に被害者団体が中心となって法改正を訴えることも珍しくなく、2000年代から交通事故に対する違反は厳罰化が進み、被害者への補償は改善されつつある。
国内自動車メーカーは、海外メーカーと比較して交通安全を強く優先させる傾向があり、事故が発生した時の安全、事故が発生しないようにする安全について車両設計に反映努力している。
また、運転支援機構も発達しており、完全な自動運転も研究されているが、それにおいて発生した事故の責任は原則として運転者(所有者)に在る。

### 自動車の規制
高度経済成長期には自動車や他の産業による排気ガスが社会問題化し、その後に自動車排出ガス規制が行われた。同様に窒素酸化物の排出も問題となったため、自動車から排出される窒素酸化物及び粒子状物質の特定地域における総量の削減等に関する特別措置法（NOx規制）によって法律で定められた。
都市部の繁華街では自動車の通行を禁止し、歩行者だけの空間とする自治体も出てきた。特定の日に限定して自動車の通行を禁止する歩行者天国もこれに当たる。

### 公共交通と自家用車の関係
自家用車と公共交通機関は、それぞれ相互に大きな影響を与えながら進展してきた。自家用車が増えれば公共交通機関の利用は落ち込むが、駐車場がオーバーフローし、渋滞も増加する。すると公共交通機関が整備され、運行本数が増加したり、路線改良されてきた。
また、レンタカーやカーシェアリングも普及している。
2000年代からは主に都市部において公共交通機関が発達し、自動車の所有率は減少している。

### 自動車窃盗
日本国内の自動車は世界的にみて保存状態が良いものが多く、高価値なものも多いため、特に海外へ転売する窃盗は慢性的に発生している。各自動車メーカーや個人それぞれにて防犯の仕組みは進化してきているが、犯罪者とのいたちごっこが続いている。

### 輸入促進
日本の自動車産業を発展させるため極度に制限されていた輸入車販売は1965年（昭和40年）になって自由化されたが、輸入台数は1979年の60,161台をピークに減少に転じ、1983年には35,286台まで減少した。
しかし対ドル円高の恩恵を受けたアメリカ車が1985年モデルから値下げを始め、これに対抗して直接円高と関係なかった欧州車も努力して価格を下げた。またBMWが1984年6月に実質金利10%を切る9.5%のオートローンを設定、これに各社が追随したため実質的に安価に購入できるようになった。これと並行してバブル景気により高級品の消費指向が進み、また住宅の値上がりにより購入を諦めた資金が自動車に流れた。
また1980年に日本車の生産台数はアメリカ車を抜いて世界一になり、またアメリカ市場でのシェアが20%を超えた。このような日本車輸出の隆盛に連れて1985年頃から貿易不均衡と非関税障壁が問題になり、日本政府は「市場開放と輸入促進のためのアクション・プログラム」を実行に移すこととなった。運輸省は新型車認定手続きを簡素化したり、メーカーでなければ行なえないテストに運輸省の係員が海外出張して審査するなど輸入促進を図った。また輸入車に不利だった自動車保険を1989年7月1日に国産車と同条件に改訂、1989年4月に物品税が消費税となり実質的に減税、1990年4月から大型自動車の自動車税が減税、などの施策も行なわれた。
これらのことから輸入車登録台数は1984年には41,982台と増加に転じ、1985年50,172台、1986年には88,357台と過去最高を記録、その後も1987年97,750台、1988年133,573台、1989年180,424台と順調に増加した。

### 保管場所(駐車場)
日本ではほとんどの自動車それぞれに固有の保管場所を定めることが義務付けられている。都道府県によって、保管場所が必要な車両の種類は異なっている。
また、路上駐車の規制もされており、駐車スペースとして設定されていない場所に駐車すると罰則の対象となる。

### ナンバープレート (自動車登録番号標)
自動車の前後に1枚ずつ標示することが義務付けられている。

## 種類
主に路上を走行する車輌として、トラック（貨物自動車）、バス、乗用車、特殊車輌があり、他に路上外を走る車輌がある。種類は機能的な分類以外に、さまざまな用途の側面からなされている。たとえば、車の販売上、たとえば、規制や税といった観点である。このような法規制での観点からは国によって自動車の種類は異なる。それぞれの観点で便宜を受ける対象者に利用されるのが区別の目的であるためであり、それぞれの区別に対して統一的な一貫性があるものではなく、規制のために用いられる区分は販売ディーラーと購入者の用いる区別とまったく同一ではないし、車輌を製作する側と販売する側の区別もまったく同一というものではない。また、車輌の大きなカテゴリーが異なれば、同じーザーといっても観点は異なる。一例として、販売/購入の観点からはトラックやバスでは、積載可能な荷物の容量や乗員数が大きな区分とされる一方、乗用車では、別の観点、つまりボディスタイルや排気量、その他で区別される。法令では、規制と税金の観点から区分がなされ、排気量の区分も税の観点からのものがベースとなっている。
さまざまの分類が可能であるが、ここではサイズ・排気量別に分ける。なお、ロータリーエンジンを搭載した自動車はこの限りでない（税法上、排気量=単室容積×ローター数×1.5とする。ロータリーエンジン#自動車用も参照）。
|                    |                        |
| トヨタ車体・コムス | タケオカ自動車・アビー |

|                |                      |
| スズキ・アルト | ダイハツ・ハイゼット |

|                  |
| ホンダ・フィット |

|                      |
| スバル・インプレッサ |

|              |
| 日産・セレナ |

|                      |
| トヨタ・センチュリー |

## 自動車に関する資格
日本において、自動車に関する資格は次のようなものがある。
- 日本の運転免許
  - 運転免許証
  - マイナ免許証
  - 国際運転免許証
  - 指定自動車教習所指導員
- 駐車監視員
- 運行管理者
- モータースポーツライセンス
  - スーパーライセンス
- 自動車整備士
  - 自動車検査員
  - 自動車整備主任者
  - 整備管理者
- 職業訓練指導員免許
  - 職業訓練指導員 (自動車車体整備科)
  - 職業訓練指導員 (自動車整備科)
  - 職業訓練指導員 (自動車製造科)
  - 職業訓練指導員 (内燃機関科)
- 技能士
  - 内燃機関組立て技能士